# Джусто Джервазутті
Джусто Джервазу́тті (італ. Giusto Gervasutti ; 17 квітня 1909, Червіньяно-дель-Фріулі, Італія — 16 вересня 1946, вершина Монблан-дю-Такюль, Франція) — італійський альпініст, автор першопроходжень низки маршрутів високої категорії складності в Альпах. Загинув унаслідок падіння при спуску східною стіною вершини Монблан-дю-Такюль.

## Біографія
Народився 17 квітня 1909 року у комуні Червіньяно-дель-Фріулі в Італії. 22-річним переїхав до Турина, де навчався в університеті. У Турині отримав можливість удосконалювати навички альпінізму та скелелазіння, спочатку придбані у Доломітових Альпах в регіоні Карнія, де він до того часу здійснив кілька складних сходжень.
1932 рік почався для Джервазутті з низки зимових сходжень на Норденд, Матергорн, Егюїй-Верт, Торре-Колдаї. У серпні 1933 року Джервазутті та П'єро Занетті здійснили друге сходження південним гребенем вершини Егюїй-Нуар-де-Петре. За кілька днів, 14 серпня 1933 року, вони спробували сходження маршрутом Кро (італ. Croz Spur) на північній стіні масиву Гранд-Жорас, але були змушені перервати сходження і повернутися назад через погану погоду. 6 жовтня 1933 року Джервазутті й Альдо Бонакосса здійснили першопроходження маршруту західною стіною та південно-південно-західному гребеню на вершину Камераччо у масиві Брегалья. Як першопрохідці, вони дали назву маршруту «Вежа Альберта» на честь короля Бельгії Альберта I. Пройдений ними маршрут досить складний навіть для сучасних альпіністів (6a/VI+).
Після публікації у туринській газеті у 1933 році, що розповідає про успішний виступ його команди у змаганнях зі скі-альпінізму «Меццаламо Трофі», Джервазутті отримав прізвисько il fortissimo (Сильний). Прізвисько вдало підкреслило універсальність Джервазутті, оскільки він однаково добре володів як скельною технікою, так і льодово-сніговою, що було в ті часи досить рідкісним явищем.

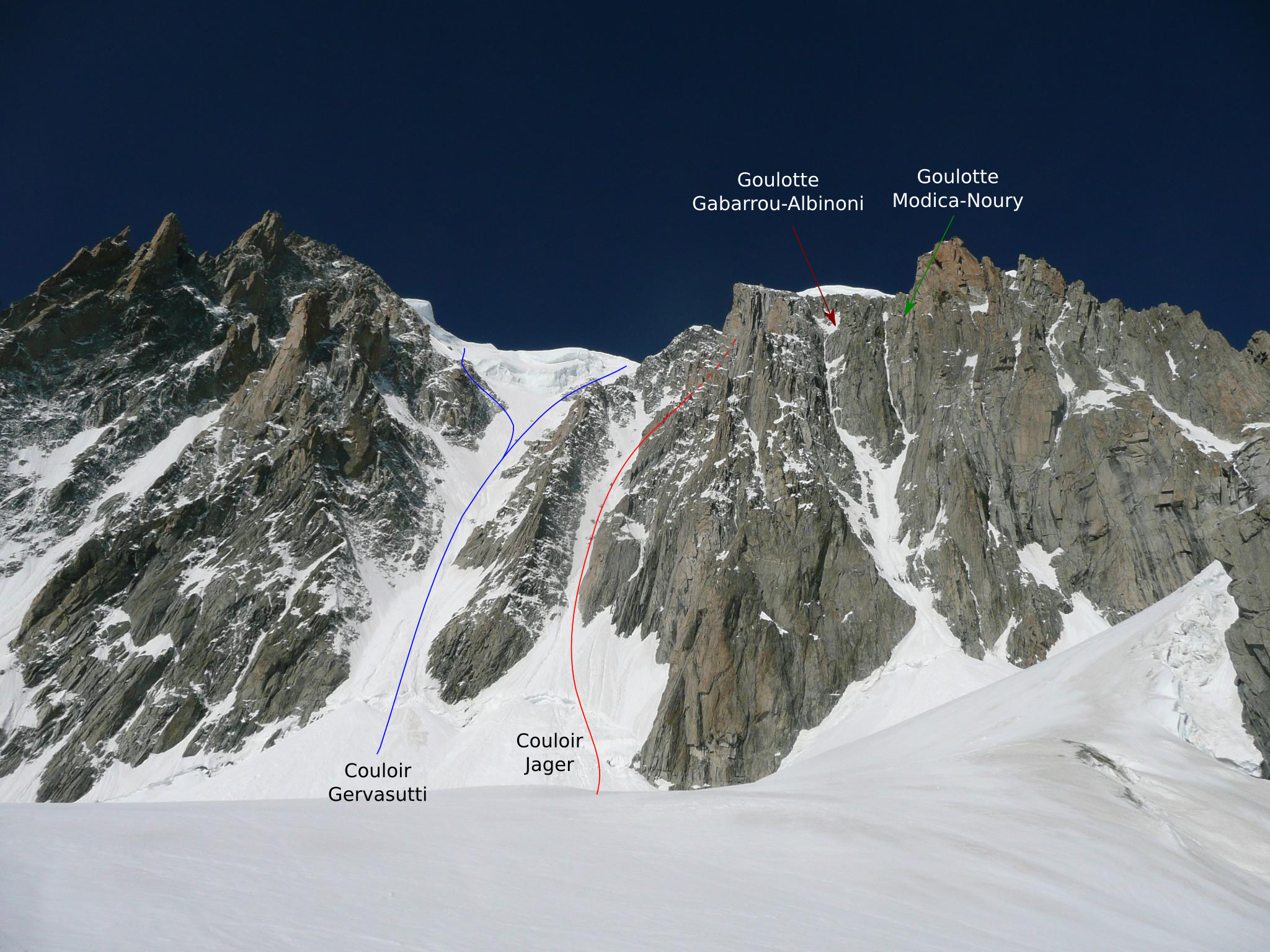
Монблан-дю-Такюль, кулуар Джервазутті

У липні 1934 року Джервазутті зробив кілька спроб сходження на Гранд-Жорас північною стіною, керуючись бажанням вирішити одну з останніх проблем Альп. Однак усі вони скінчилися невдало. Крім цього, 13 серпня, спільно з напарником з альпклубу у Турині Ренато Шабо, Джервазутті вдалося здійснити перше пряме сходження кулуара Джервазутті на східній стіні Монблан-дю-Такюля (D-). 23 — 24 серпня Джервазутті та Люсьєн Деві здійснили перше сходження північно-західною стіною вершини Олан (TD).
Влітку 1935 року Джервазутті здійснив ще два дуже складні першопроходження. Спершу, 16 липня 1935 року, Джервазутті в команді з Габрієлем Боккалатте, Ніні П'єтрасанта та Ренато Шабо, здійснили перше сходження північно-західним гребенем на вершину Пік-Адольф (одна з другорядних вершин D), а 30 — 31 серпня Джервазутті та Люсьєн Девіс здійснили перше сходження південним гребенем на Пік-Гаспар у масиві Дез-Екрен (TD).
Взимку 1936 року Джервазутті здійснив перше зимове сходження гребенем Гернлі вершини Матергорн. 23 — 24 липня 1936 року Джервазутті та Люсьєн Девіс здійснив перше сходження західною стіною на Л'Елефруад Західну (TD+). 17—18 серпня він разом із Габрієлем Боккалатте здійснив перше сходження південно-західною стіною Пікко-Гульєрмін за маршрутом, названим потім на їх честь маршрутом Джервазутті-Бокалатте (TD+/V+).
У 1942 році Джервазутті нарешті вдалося здійснити першопроходження на Гранд-Жорас. 16—17 серпня він й італійський Джузеппе Гальярдоне здійснили сходження східною стіною Гранд-Жораса за маршрутом категорії складності ED. Пізніше маршрут отримав ім'я Джервазутті. У серпні 1944 року Джервазутті та Джиджи Панеї пройшли новий маршрут непокореною раніше південною стіною Пік-Адольфа (TD+).

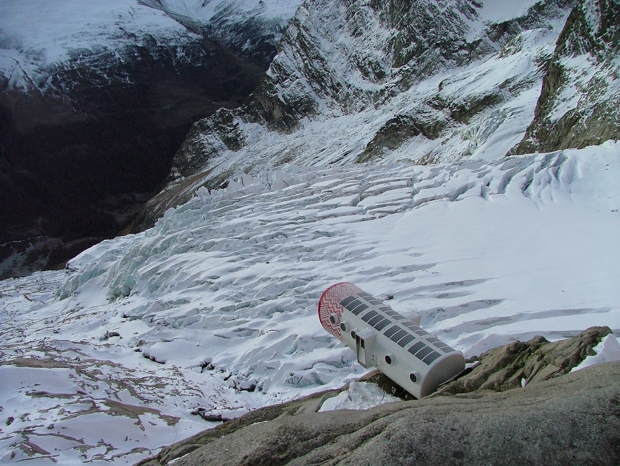
Хата Джервазутті

Джервазутті загинув 16 вересня 1946 року під час спроби підйому разом із Джузеппе Гальярдоне кулуаром Джервазутті на східній стіні вершини Монблан-дю-Такюль. Через погіршення погодних умов альпіністи вирішили повернутися, не дійшовши до вершини. Однак на спуску Джервазутті оступився та впав униз.
Ім'ям Джервазутті названо кілька маршрутів високого рівня складності в Альпах. Національна школа альпінізму у Турині названа ім'ям Джервазутті (італ. Scuola Nazionale di Alpinismo Giusto Gervasutti). Високогірна хатина Джервазутті у масиві Монблан (комуна Курмайор, Італія) в районі льодовика Фребудзе на 2835 метрів над рівнем моря також отримала назву на честь італійського альпініста.